# Pikkelymintás rigótimália
A pikkelymintás rigótimália (Turdoides aylmeri) a madarak osztályának verébalakúak (Passeriformes) rendjébe és a Leiothrichidae családjába tartozó faj.
Magyar neve forrással nincs megerősítve.

## Rendszerezése
A fajt George Ernest Shelley angol ornitológus írta le 1885-ben, az Argya nembe Argya aylmeri néven. Egyes szervezetek jelenleg is ide sorolják.

## Alfajai
- Turdoides aylmeri aylmeri (Shelley, 1885)
- Turdoides aylmeri boranensis (Benson, 1947)
- Turdoides aylmeri keniana (Jackson, 1910)
- Turdoides aylmeri mentalis (Reichenow, 1887)[1]

## Előfordulása
Kelet-Afrikában, Etiópia, Kenya, Szomália és Tanzánia területén honos. A természetes élőhelye a szubtrópusi vagy trópusi száraz cserjések és legelők, valamint ültetvények. Állandó, nem vonuló faj.

## Megjelenése
Testhossza 21-23 centiméter, testtömege 31-42 gramm.

## Életmódja
Gerinctelenekkel, kisebb gyümölcsökkel és magvakkal táplálkozik.